# War Plan Orange

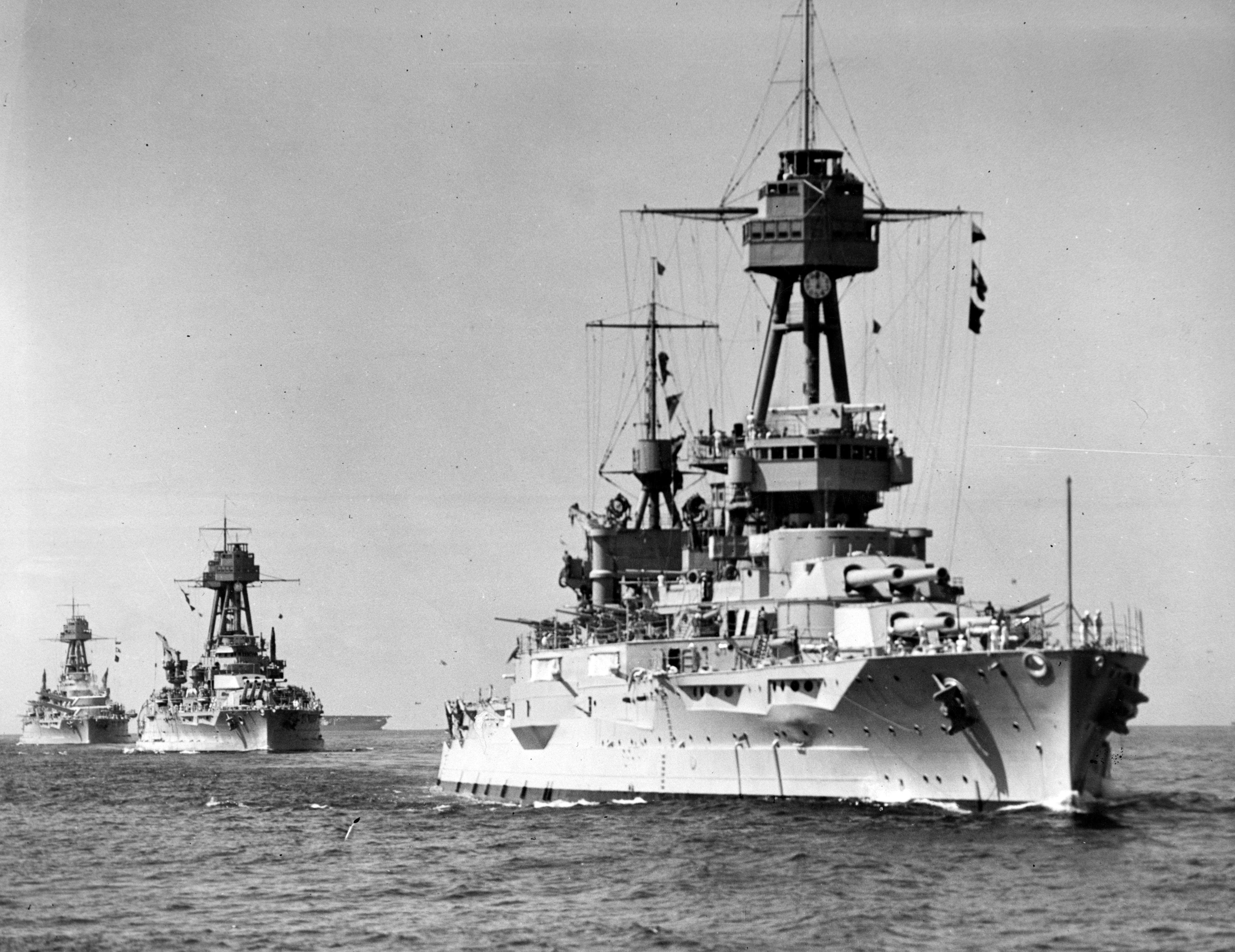
Amerikanische Schlachtschiffe mit der Nevada in Front

Der War Plan Orange war der zwischen den beiden Weltkriegen entwickelte amerikanische Plan für einen Krieg mit Japan.
Nach dem Ende des Ersten Weltkrieges entwickelte bzw. aktualisierte die amerikanische Militärführung Pläne für den Fall eines Krieges zwischen den USA und anderen Mächten gemäß der infolge des Ersten Weltkrieges entstandenen neuen Machtkonstellationen. Daraus entstand eine Reihe von Kriegsplänen für mögliche Kriege mit verschiedenen Gegnern, welche die Namen von Farben erhielten, z. B. Grün für Mexiko, Schwarz für Deutschland und Gold für Frankreich. Orange war der Plan für einen Krieg mit Japan.

## US-amerikanische Planung
Auf amerikanischer Seite entstand der War Plan Orange. Im Falle eines Krieges mit Japan sollten sich die amerikanischen Garnisonen auf den Philippinen und Guam so gut es ging verteidigen, während die Atlantikflotte in den Pazifik verlegt wurde. Sobald sich Atlantik- und Pazifikflotte vereinigt hatten, würde die US-Marine mit der gesamten Streitmacht über den Pazifik heranmarschieren, um Guam und die Philippinen zu entsetzen. Danach würde die Flotte Kurs auf Japan nehmen, um dessen Häfen zu blockieren. Während dieser Operationen würde es dann später zur Entscheidungsschlacht mit den Schlachtschiffen der japanischen Flotte kommen. Da im Washingtoner Flottenvertrag die Stärke der Schlachtflotten USA : Japan auf 5:3 festgelegt wurde (15 amerikanische zu 9 japanischen Schiffen), gingen die amerikanischen Strategen davon aus, dass die US-Flotte in der Entscheidungsschlacht aufgrund ihrer zahlenmäßigen Überlegenheit gewinnen würde, sofern von amerikanischer Seite kein größerer Fehler gemacht würde. Infolge dieser Überlegungen achtete die US-Marine beim Bau ihrer Schiffe auf die Fähigkeit, große Entfernungen zurückzulegen. Um die angenommene Überlegenheit in der Entscheidungsschlacht zu maximieren, wurden große Energien in die Entwicklung besserer Feuerleitsysteme, Entfernungsmesser und Granaten gelegt. U-Boote wurden im War Plan Orange nicht berücksichtigt, da sie im Ersten Weltkrieg nicht in der Lage gewesen waren, eine größere Gefahr für Kriegsschiffe darzustellen. Angriffe durch Luftstreitkräfte wurden ebenfalls nicht berücksichtigt, da diese Mitte der zwanziger Jahre allgemein nur als Aufklärungseinheiten gesehen wurden, aber nicht als Gefahr für größere Kriegsschiffe. Unter anderem aus diesem Grund wurde ab Mitte/Ende der dreißiger Jahre von vielen Militärs die Durchführbarkeit des War Plan Orange trotz mehrerer Überarbeitungen im Laufe der Zeit immer stärker angezweifelt. Eine echte Alternative wurde jedoch nie entwickelt. 1939 wurden die farbcodierten Kriegspläne offiziell zurückgezogen und durch die 5 Regenbogenpläne ersetzt, welche sich vorrangig mit der sich abzeichnenden Bedrohung durch die Achsenmächte befassten. Plan Rainbow 5, der neue Plan für einen Krieg mit Japan, der bei Kriegseintritt der USA 1941 gültig war, war praktisch nur die aktualisierte Version des War Plan Orange.

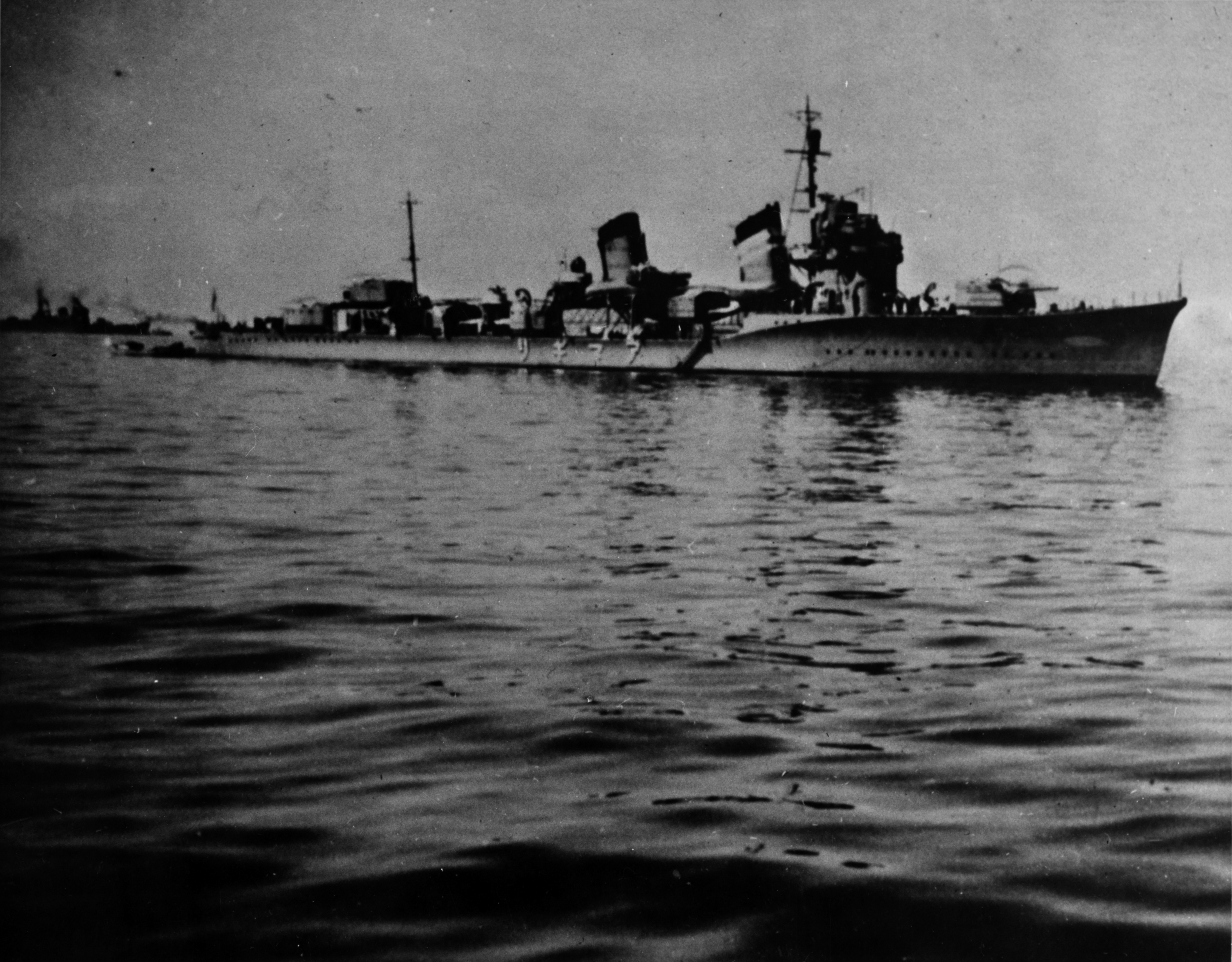
Japanischer Zerstörer Amagiri

## Japanischer Gegenplan
Von Seiten Japans wurde ein Gegenplan entwickelt, der vorsah, die über den Pazifik heranmarschierende amerikanische Flotte vor einer Entscheidungsschlacht zu schwächen. U-Boote sollten sie auf dem gesamten Weg angreifen. Sobald die US-Flotte in den Operationsbereich der japanischen Überwasserschiffe kam, sollte sie nachts durch japanische Zerstörerverbände mit Torpedos attackiert werden. Sobald die amerikanische Flotte durch die wiederholten Angriffe ausreichend Schaden genommen hatte, würde die japanische Flotte sie zu einem Zeitpunkt ihrer Wahl angreifen und in einer großen Entscheidungsschlacht besiegen. Als Folge dieses Plans konzentrierten sich die Japaner auf die Entwicklung von Nachtkampftaktiken und ihrer Torpedowaffe. Die Folge davon war die Entwicklung des hervorragenden Long Lance-Torpedos, welcher den von anderen Seestreitkräften verwendeten Torpedos hinsichtlich Reichweite und Sprengkraft weit überlegen war. Die japanische Flotte entwickelte sehr gute Nachtsichtgeräte, welche es ihren Schiffen erlaubten, in der Nacht besser und weiter zu sehen als die amerikanischen Schiffe. Selbst die in den ersten Kriegsjahren von der amerikanischen Flotte verwendeten Radargeräte kamen an diese Leistung nicht heran. Japanische Zerstörer wurden als einzige Zerstörer weltweit mit Reservetorpedos zum Nachladen der Torpedorohre ausgerüstet, was ihnen erlaubte mehr als einen Torpedoangriff zu fahren, ohne zu ihrer Basis zurückzukehren. Als Mitte der dreißiger Jahre immer bessere Flugzeuge verfügbar wurden, ergänzten die Japaner ihren Plan um Luftangriffe. Bomber wie die Mitsubishi G4M sollten die US-Flotte von Stützpunkten auf den Marshallinseln aus angreifen, in der Hoffnung kleinere Schiffe zu versenken oder durch Treffer auf den Schlachtschiffen deren Kampfkraft einschränken zu können.

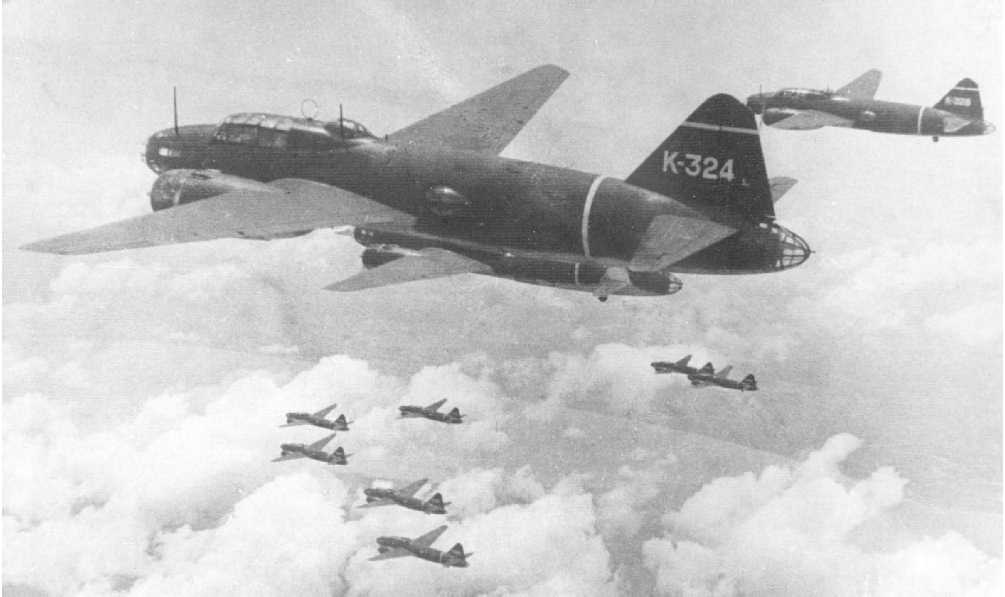
Japanische G4M-Bomber

## Tatsächlicher Kriegsbeginn
Die Möglichkeit der Eröffnung des Krieges durch einen japanischen Überraschungsangriff auf die amerikanische Pazifikflotte ähnlich dem Angriff auf Port Arthur zu Beginn des Russisch-Japanischen Krieges 1904 wurde von beiden Seiten verworfen, da die Flotte in ihrem Heimatstützpunkt San Diego weit außerhalb der Operationsreichweite der japanischen Flotte lag. Erst mit der Verlegung der Pazifikflotte nach Pearl Harbor im Jahre 1940 wurde dies eine reelle Möglichkeit. Überraschungsangriffe auf Manila oder Wake wurden für möglich gehalten, deren Auswirkungen auf die Gesamtlage jedoch für gering erachtet.
Durch den Angriff auf Pearl Harbor wurde der War Plan Orange undurchführbar, da die amerikanische Überlegenheit an Schlachtschiffen, auf der er basierte, nicht mehr gegeben war. Mit der einen Tag später erfolgten Vernichtung der britischen Force Z wurde zudem deutlich, dass auch bei einer intakten Flotte der Versuch einer Durchführung des Plans für die US-Flotte in einer Katastrophe geendet hätte (der Vernichtung der Flotte bereits auf dem Anmarsch über den Pazifik durch Luftangriffe).
Die Strategien beider Seiten basierten dabei auf den damals vorherrschenden Lehren des amerikanischen Admirals Alfred Thayer Mahan, nach denen Seekriege durch Schlachten zwischen Flotten entschieden wurden. Da nach Mahans Auffassung durch Angriffe auf die feindlichen Handelsflotte keine kriegsentscheidende Wirkung zu erzielen war, wurden die Handelsrouten (Angriffsmöglichkeiten auf bzw. Schutz der Routen) bei Planung und Ausrichtung der Flotten beider Seiten ignoriert. Der daraus resultierende Mangel an Geleitschiffen und Vorbereitungen für ein effektives Konvoisystem sollte sich für Japan als verheerend erweisen, als die Amerikaner im Zweiten Weltkrieg einen massiven Handelskrieg mit U-Booten gegen die japanischen Handelsrouten führten.